# Diablak
Diablak, deutsch Teufelspitze, ist ein 1725 Meter hoher Berg in Polen und der Slowakei in den Saybuscher Beskiden im Massiv der Babia Góra, dessen höchste Erhebung er darstellt.
Der Gipfel liegt auf polnischem und slowakischem Staatsgebiet. Die Hänge sind mit Geröll bedeckt. Vom Gipfel erschließt sich ein weiter Panoramablick von der Tatra im Südosten bis zu den Schlesischen Beskiden im Nordwesten.
Legendär sind die Sonnenauf- und Sonnenuntergänge, die man insbesondere im Juli vom Gipfel beobachten kann. Oft liegt der Gipfel im Morgen dann über einem Meer aus Wolken und sichtbar ist nur die Tatra im Südosten, die durch die Wolkendecke bricht. Bei sehr guten Sichtverhältnissen sind dagegen sogar die Sudeten, das Heiligkreuzgebirge, der Sankt Annaberg und Tschenstochau zu sehen. Der Blick reicht also von Polen über die Slowakei bis nach Tschechien.

## Lage
Der Berg liegt im Nationalpark Babia Góra. Über den Berg verläuft die Europäische Hauptwasserscheide zwischen dem Schwarzen Meer (Donau) und der Ostsee (Weichsel). Auf den Berg führen mehrere Wanderwege, unter anderem der sanfte rot markierte Beskidenhauptwanderweg und der steile gelb markierte Akademikerpfad von der Markowe-Szczawiny-Hütte.

## Name
Die Geröllspitze verdankt ihren Namen einer Legende, nach der an dieser Stelle der Teufel für einen Räuberhauptmann in der Nacht eine Burg errichtete. Als diese fast fertig war, krähte bei Morgengrauen ein Hahn und die Burg stürzte ein, der Räuberhauptmann wurde unter den Felsblöcken lebendig begraben. Noch heute hört man ihn nachts mit seiner Keule an die Felsen schlagen. Daher kommt auch sein älterer Name Diabli Zamek (deutsch: Teufelsburg).

## Geschichte

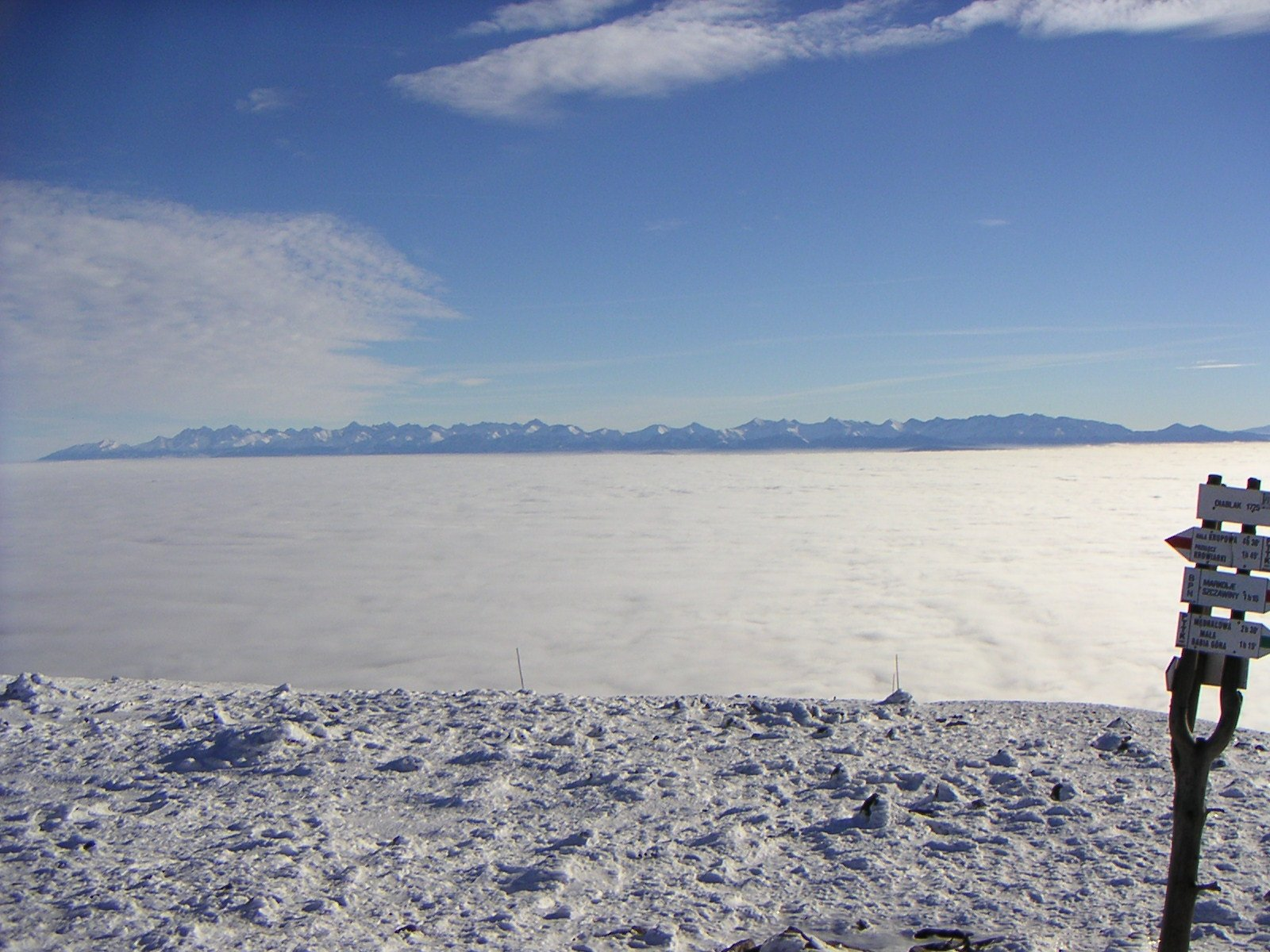
Blick vom Gipfel Richtung Tatra

Der Gipfel dürfte von jeher von Almhirten bestiegen worden sein. Der erste Aufstieg ist 1782 von dem polnischen Mathematiker Jowin Fryderyk Bystrzycki verbürgt. 1806 war Joseph Habsburg auf dem Gipfel. Zu diesem Zeitpunkt wurde auf dem Gipfel auch die erste Schutzhütte erbaut, 1852 dann eine zweite, die jedoch bereits 1854 bei einem Unwetter stark beschädigt wurde und seit den 1930er Jahren fast vollkommen verfiel (Losertha-Hütte). 1894 richtete der Beskidenverein den Akademikerpfad zum Gipfel ein. 1912 bestieg Lenin den Berg.
Im Februar 1935 sind bei einem Schneesturm vier Skifahrer unmittelbar vor der Schutzhütte erfroren, die sie im Schneegestöber nicht erkannt haben. Die letzte Leiche konnte erst im Mai geborgen werden.
Da auf dem Gipfel fast immer ein starker Wind weht, haben Touristen eine ca. zehn Meter lange und zwei Meter hohe Geröllmauer errichtet, um im Windschatten die Aussicht genießen zu können.